# Hunter Ellis
Hunter Ellis (Alexandria, Virginia, 5 de julio de 1968) es un conductor de televisión y antiguo participante de reality TV.
Parte de una familia con una larga tradición en la Marina de los EE. UU, Ellis es nieto del Vicealmirante Donald Engen. Ellis se graduó de la Universidad de Carolina del Sur con un grado de bachiller en Ciencias Políticas, antes de entrar a la Marina como aviador. Se graduó como el primero de su promoción, y durante sus diez años de carrera militar, amasó 433 aterrizajes en portaaviones y más de dos mil horas de vuelo en el F/A-18 Hornet. Su código de llamada era "Roach". Tras ser licenciado, Ellis trabajó un tiempo como piloto para FedEx Corporation.
Ellis fue participante del programa de reality TV Survivor: Marquesas, que fue filmado durante el 2001 y puesto al aire en el 2002. Miembro de la tribu "Maraamu", Ellis fue el tercer participante en ser echado de la isla.
Luego de esto Ellis se convirtió en el conductor de varios programas de televisión. El primero de éstos fue De la Táctica a la Práctica, que fue emitida por The History Channel.
En el 2004 comenzó a coconducir "9 on the Town" (9 en la Ciudad), un programa de media hora de duración emitido en KCAL-TV, una subsidiaria de CBS en Los Ángeles, California.
En el 2005 comenzó a conducir otro programa de The History Channel, El Hombre y la Máquina. Luego, en el 2007, Ellis se convirtió en el nuevo conductor de Buscando la Verdad, sustituyendo al antiguo conductor, Josh Bernstein. 
En un artículo publicado el 1º de diciembre del 2003, la revista People lo nombró como uno de los 20 hombres más sexies de la televisión por cable.
- Datos: Q5643966